# شون شامبرز
شون شامبرز (بالإنجليزية: Sean Chambers)‏ (27 فبراير 1965 بلوس أنجلوس في الولايات المتحدة - ) هو مدرب كرة سلة ولاعب كرة سلة أمريكي في مركز الهجوم.